# Johann Friedrich von Hahn

Johann Friedrich von Hahn mit seiner Ehefrau Johanna Eleonore Meyer

Johann Friedrich von Hahn (* 17. November 1725 in Breslau; † 10. Mai 1786 in Groß-Muritsch, Landkreis Trebnitz, Niederschlesien), Doktor der Medizin, war Arzt in Breslau und Domherr des Stifts zu St. Sebastian in Magdeburg.

## Herkunft
Hahn war der Sohn des Arztes und Medizinalrat in Breslau Johann Gottfried von Hahn (1694–1753) und der Justina Eleonora Zehmisch. Er setzte die Familientradition des Mediziners bereits in der 3. Generation fort. Sein Großvater war der Arzt und Stadtphysikus in Schweidnitz und Begründer der Wassertherapie in Deutschland Siegmund Hahn (1664–1742), sein Onkel der Arzt und Stadtphysikus in Schweidnitz Johann Siegmund Hahn (1696–1773). In Anerkennung seiner Verdienste wurde er – wie zuvor sein Vater – in den Adelsstand erhoben.

## Familie
Er heiratete Johanna Eleonore Meyer (* 27. Januar 1733 in Breslau; † 3. Februar 1799; begraben in Schawoine, Landkreis Trebnitz, Niederschlesien), die Tochter des wohlhabenden Breslauer Kauf- und Handelsmannes Johann Christoph Meyer und der Susanna Katharina Paul. Zusammen hatten sie die Töchter Justina Friedrica (* 1752) und Eleonora Elisabet (* 1753).